# Cristian Gabriel Esparza
Cristian Gabriel "Tucu" Esparza (30 de enero de 1993, Aguilares, Tucumán, Argentina) es un futbolista argentino que juega como interior izquierdo y su equipo actual es el Temperley, de la Primera Nacional de Argentina. 

## Trayectoria

### San Lorenzo de Almagro
En 2009 fue a probarse a San Lorenzo de Almagro tenía 16 años y quedó en la séptima división que dirigía Alberto Fanesi.
Desde el 2012 que Esparza se encuentra en la reserva del club, ha disputado muchos partidos y por eso fue citado por Juan Antonio Pizzi para que esté en el banco de suplentes el 1 de junio del 2013, en un partido frente a Atlético de Rafaela, para suplir a Franco Jara, luego de que este hiciera un polémico festejo hacia la hinchada de San Lorenzo.
En el 2013, los directivos de San Lorenzo le hicieron un contrato por tres años hasta junio del 2016 y el técnico Edgardo Bauza lo tendrá en cuenta para la temporada 2014/2015.
El 17 de julio de 2014, hizo su debut con la camiseta de San Lorenzo enfrentando a Almirante Brown por los 16.os de final de la Copa Argentina ganando por 2 a 0. El partido se jugó en el Estadio Juan Gilberto Funes en San Luis.
El 13 de septiembre de 2014, hizo su debut oficial con la camiseta de San Lorenzo por el torneo local ingresando en el segundo tiempo por Héctor Villalba frente a Godoy Cruz de Mendoza, donde San Lorenzo arranco perdiendo el partido, pero al final lo terminó ganado por 2 a 1.
4 días más tarde el 17 de septiembre de 2014, ingresó en el segundo tiempo contra Defensa y Justicia por los octavos de final de la Copa Argentina, encuentro donde San Lorenzo perdió por 2 a 1 y quedó eliminado.
El 15 de noviembre de 2014, jugó su cuarto y último partido Oficial con la camiseta de San Lorenzo de Almagro por el torneo de transición al ingresar en el segundo tiempo contra Belgrano de Córdoba, por Gonzalo Verón, encuentro donde San Lorenzo ganó por 4 a 0.

### Temperley
En enero de 2015 es cedido a préstamo al Club Atlético Temperley sin opción de compra para afrontar el torneo de 30 equipos en primera división.
Su primera presentación con la camiseta del Celeste fue el 21 de enero de 2015 en un amistoso contra Unión de Santa Fe, donde fue el autor del primer gol a los 3 minutos de haber comenzado el segundo tiempo para el equipo de Ricardo Rezza, pero a los pocos minuto el equipo de Leonardo Madelón empataba el partido 1 a 1 fue resultado final.
El 4 de febrero de 2015 juega su segundo partido amistoso para Temperley, el equipo titular del celeste se impuso por 2-0 sobre Nueva Chicago en un amistoso de preparación que ambos conjuntos animaron en la previa del comienzo del torneo de Primera División. Fabián Sambueza y Javier Grbec anotaron los goles. Entre los elencos alternativos, en tanto, el triunfo de Temperley fue más corto 1-0 con conquista de Gabriel Esparza.
Hizo su debut oficial con la camiseta de Temperley el día 22 de febrero de 2015 nada más y nada menos que contra el Club Atlético Boca Juniors, Con el ingreso de Esparza en el entretiempo por un flojo Eduardo Ledesma comenzó la segunda parte, que sería bien distinta. Temperley tuvo a los 12 una gran jugada en donde se escapó y le cedió la pelota a Pablo Vilchez que exigió una gran respuesta de Guillermo Sara. Minutos después, el mismo Esparza tuvo un mano a mano con el uno xeneize y tampoco pudo empatar el partido, boca lo aguantó con un jugador menos y lo definió al final con una gran definición por arriba de Jonathan Calleri para sellar el resultado final 2 a 0.
El 6 de junio de 2015, Gabriel Esparza, convertiría su primer gol en primera división al Club Atlético Lanús a los 4 minutos del segundo tiempo,Esparza fue elegido como la figura de la App FPT Oficial, rescató el empate ante Lanús por la calidad del equipo Granate y se mostró conforme por el rendimiento del equipo.
El 11 de julio de 2015,con Saviola y Lucho González River Plate no pudo quebrar a Temperley en Núñez. En el retorno de ambos al Monumental,River se ponía en ventaja A los 29 minutos de la primera parte, el local obtuvo un tiro libre en la esquina izquierda del área contraria y Ramiro Funes Mori la colocó en el ángulo de Federico Crivelli. Casi diez minutos más tarde, la defensa de River se equivocó en la salida y le entregó la posesión a Leonardo Di Lorenzo, que rápidamente habilitó a Gabriel Esparza que le ganó la espalda a Augusto Solari y el chiquitín definió como un gigante picándola por arriba ante la salida de Julio Chiarini. Con un genial Esparza que complicó durante todo el partido al deslucido equipo de Marcelo Gallardo y que despertó la impaciencia de su hinchada.El Millonario igualó frente al Celeste 1 a 1

## Estadísticas

### Clubes
Actualizado hasta su último partido disputado el 28 de junio de 2025.
| Club                        | Div.          | Temporada     | Liga  | Liga  | Liga   | Copas nacionales | Copas nacionales | Copas nacionales | Torneos internacionales | Torneos internacionales | Torneos internacionales | Total | Total | Total  |
| Club                        | Div.          | Temporada     | Part. | Goles | Asist. | Part.            | Goles            | Asist.           | Part.                   | Goles                   | Asist.                  | Part. | Goles | Asist. |
| --------------------------- | ------------- | ------------- | ----- | ----- | ------ | ---------------- | ---------------- | ---------------- | ----------------------- | ----------------------- | ----------------------- | ----- | ----- | ------ |
| C. A. San Lorenzo Argentina | 1.ª           | 2013-14       | —     | —     | —      | 2                | 0                | 0                | —                       | —                       | —                       | 2     | 0     | 0      |
| C. A. San Lorenzo Argentina | 1.ª           | 2014          | 2     | 0     | 0      | —                | —                | —                | —                       | —                       | —                       | 2     | 0     | 0      |
| C. A. San Lorenzo Argentina | 1.ª           | 2016-17       | 3     | 0     | 0      | 1                | 0                | 0                | —                       | —                       | —                       | 4     | 0     | 0      |
| C. A. San Lorenzo Argentina | Total club    | Total club    | 5     | 0     | 0      | 3                | 0                | 0                | 0                       | 0                       | 0                       | 8     | 0     | 0      |
| C. A. Temperley Argentina   | 1.ª           | 2015          | 18    | 2     | 2      | 2                | 0                | 0                | —                       | —                       | —                       | 20    | 2     | 2      |
| C. A. Temperley Argentina   | 1.ª           | 2016          | 10    | 1     | 0      | —                | —                | —                | —                       | —                       | —                       | 10    | 1     | 0      |
| Club Puebla · México        | 1.ª           | C-2017        | 14    | 1     | 0      | —                | —                | —                | —                       | —                       | —                       | 14    | 1     | 0      |
| Club Puebla · México        | 1.ª           | A-2017        | 7     | 0     | 0      | 3                | 0                | 0                | —                       | —                       | —                       | 10    | 0     | 0      |
| Club Puebla · México        | Total club    | Total club    | 21    | 1     | 0      | 3                | 0                | 0                | 0                       | 0                       | 0                       | 24    | 1     | 0      |
| Club Guaraní Paraguay       | 1.ª           | 2018          | 31    | 5     | 3      | 3                | 1                | 2                | 3                       | 0                       | 0                       | 37    | 6     | 5      |
| Club Guaraní Paraguay       | Total club    | Total club    | 31    | 5     | 3      | 3                | 1                | 2                | 3                       | 0                       | 0                       | 37    | 6     | 5      |
| C. A. Colón Argentina       | 1.ª           | 2018-19       | 6     | 0     | 0      | 3                | 0                | 0                | 4                       | 0                       | 0                       | 13    | 0     | 0      |
| C. A. Colón Argentina       | 1.ª           | 2019-20       | 9     | 0     | 0      | 3                | 0                | 0                | —                       | —                       | —                       | 12    | 0     | 0      |
| C. A. Colón Argentina       | Total club    | Total club    | 15    | 0     | 0      | 6                | 0                | 0                | 4                       | 0                       | 0                       | 25    | 0     | 0      |
| Sol de América Paraguay     | 1.ª           | 2020          | 10    | 3     | 1      | —                | —                | —                | 2                       | 0                       | 0                       | 12    | 3     | 1      |
| Sol de América Paraguay     | 1.ª           | 2021          | 11    | 0     | 0      | —                | —                | —                | —                       | —                       | —                       | 11    | 0     | 0      |
| Sol de América Paraguay     | Total club    | Total club    | 21    | 3     | 1      | 0                | 0                | 0                | 2                       | 0                       | 0                       | 23    | 3     | 1      |
| Audax Italiano · Chile      | 1.ª           | 2021          | 3     | 0     | 0      | —                | —                | —                | —                       | —                       | —                       | 3     | 0     | 0      |
| Audax Italiano · Chile      | Total club    | Total club    | 3     | 0     | 0      | 0                | 0                | 0                | 0                       | 0                       | 0                       | 3     | 0     | 0      |
| The Strongest · Bolivia     | 1.ª           | 2022          | 37    | 2     | 8      | —                | —                | —                | 9                       | 0                       | 0                       | 46    | 2     | 8      |
| The Strongest · Bolivia     | Total club    | Total club    | 37    | 2     | 8      | 0                | 0                | 0                | 9                       | 0                       | 0                       | 46    | 2     | 8      |
| Jorge Wilstermann · Bolivia | 1.ª           | 2023          | 22    | 1     | 2      | 9                | 2                | 2                | —                       | —                       | —                       | 31    | 3     | 4      |
| Jorge Wilstermann · Bolivia | 1.ª           | 2024          | 8     | 1     | 0      | —                | —                | —                | 1                       | 0                       | 0                       | 9     | 1     | 0      |
| Jorge Wilstermann · Bolivia | Total club    | Total club    | 30    | 2     | 2      | 9                | 2                | 2                | 1                       | 0                       | 0                       | 40    | 4     | 4      |
| PSBS Biak Indonesia         | 1.ª           | 2024-25       | 4     | 0     | 0      | —                | —                | —                | —                       | —                       | —                       | 4     | 0     | 0      |
| PSBS Biak Indonesia         | Total club    | Total club    | 4     | 0     | 0      | 0                | 0                | 0                | 0                       | 0                       | 0                       | 4     | 0     | 0      |
| C. A. Temperley Argentina   | 2.ª           | 2025          | 12    | 0     | 2      | —                | —                | —                | —                       | —                       | —                       | 12    | 0     | 2      |
| C. A. Temperley Argentina   | Total club    | Total club    | 40    | 3     | 4      | 2                | 0                | 0                | 0                       | 0                       | 0                       | 42    | 3     | 4      |
| Total carrera               | Total carrera | Total carrera | 206   | 16    | 18     | 26               | 3                | 4                | 19                      | 0                       | 0                       | 251   | 19    | 22     |
| 1. 2.                       |               |               |       |       |        |                  |                  |                  |                         |                         |                         |       |       |        |

## Palmarés

### Campeonatos nacionales
| Título           | Club              | País      | Año    |
| ---------------- | ----------------- | --------- | ------ |
| Primera División | C. A. San Lorenzo | Argentina | I-2013 |
| Copa Paraguay    | Club Guaraní      | Paraguay  | 2018   |

### Campeonatos internacionales
| Título            | Club              | Sede      | Año  |
| ----------------- | ----------------- | --------- | ---- |
| Copa Libertadores | C. A. San Lorenzo | Argentina | 2014 |

### Otros Logros
Subcampeón de la Copa Sudamericana 2019 con Colón de Santa Fe.